# Laxtjärnen (Arvidsjaurs socken, Lappland, 726154-165160)
Laxtjärnen är en sjö i Arvidsjaurs kommun i Lappland och ingår i Skellefteälvens huvudavrinningsområde.